# Eparquia de Pequim
A Eparquia de Pequim (em chinês: 教区) foi uma eparquia da Igreja Ortodoxa Chinesa, que funcionou de 1902 a 1966. Após a morte do bispo Basílio Shuang de Pequim e China, a sé ficou vacante.

## História
Em abril de 1918, por determinação do patriarca Ticônio e decreto do Santo Sínodo da Igreja Ortodoxa Russa, o chefe da Missão Eclesiástica Russa em Pequim, Inocêncio Figurovski de Pereslávia, passou a se chamar Bispo de Pequim. Em 13 de maio de 1921, o bispo Inocêncio foi elevado ao posto de arcebispo. A base da eparquia foi formada com base nas paróquias e mosteiros que faziam parte da estrutura da Missão Espiritual Russa na China.
Devido à impossibilidade de comunicação com o Patriarcado de Moscou, o arcebispo Inocêncio, com o clero subordinado a ele, ficou sob a jurisdição do Sínodo dos Bispos da Igreja Ortodoxa Russa no Exterior (ROCOR), por decisão da qual a eparquia de Pequim e China foi formada em 1922.
Desde 1922, os vicariatos de Xangai e Tianjin funcionavam como parte da eparquia de Pequim, mais tarde transformada em departamentos independentes. Desde 1934, o terceiro vicariato foi estabelecido - Xinjiang. Após transformações estruturais, o vicariato de Hankou atuou como parte da eparquia de Pequim.
Em 1945, a eparquia de Pequim ficou sob a jurisdição do patriarca de Moscou, que estabeleceu o Exarcado do Leste Asiático em 1950. Em 1957, a  eparquia de Pequim tornou-se parte da Igreja Ortodoxa Autônoma Chinesa. De acordo com a definição do Santo Sínodo, um bispo entre os chineses ortodoxos, Basílio Shuang, foi ordenado. Após a morte do bispo Basílio, por algum tempo o arcipreste Nicolau Li foi o administrador e lugar-tenente da eparquia.
Em 6 de outubro de 2008, a paróquia em homenagem aos Santos Apóstolos Pedro e Paulo em Hong Kong foi oficialmente restaurada, pertencente ao decanato de Hong Kong da metrópole de Pequim. O arcipreste Dionísio Pozdniaev, funcionário do Departamento de Relações Externas da Igreja do Patriarcado de Moscou, foi nomeado reitor da paróquia.
Em 13 de outubro de 2009, o bispo Marco Golovkov de Yegorievsk, chefe do Escritório para Instituições Estrangeiras do Patriarcado de Moscou, consagrou a Igreja da Assunção, restaurada no território da Embaixada da Rússia em Pequim.

## Bispos

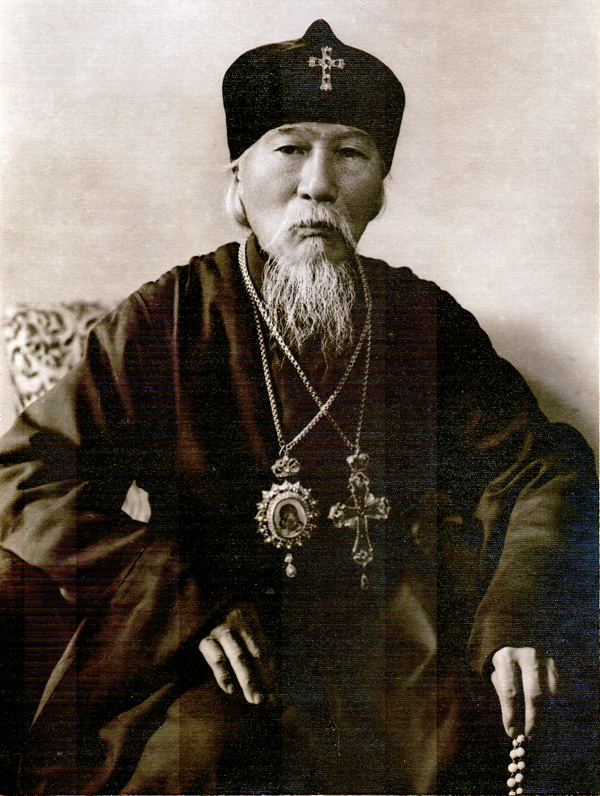
Brasílio Shuang, último Bispo de Pequim

- Inocêncio Figurovski (1918 - 28 de junho de 1931);
- Simão Vinogradov (26 de junho de 1931 - 24 de fevereiro de 1933);
- Vitor Sviatin) (1 de março de 1933 - 31 de maio de 1956);
- Basílio Shuang(30 de maio de 1957 - 3 de janeiro de 1962);
  - Arcipreste Nicolau Li (1962-1966), administrador temporário;
  - Aleixo II (17 de fevereiro de 1997 - 5 de dezembro de 2008), Patriarca de Moscou e toda a Rússia; administrador temporário;
  - Cirilo I (desde 6 de dezembro de 2008), Patriarca de Moscou e Toda a Rússia; administrador temporário.